# Oecetis guamana
Oecetis guamana là một loài Trichoptera trong họ Leptoceridae. Chúng phân bố ở miền Australasia.